# 알렉시오스 5세 두카스
알렉시오스 5세 두카스 무르주풀로스 또는 알렉시우스 5세 두카스 무르주풀루스(그리스어:Αλέξιος Ε' Δούκας ο Μούρτζουφλος, ? ~ 1205년 12월 25일)은 동로마 제국의 황제로 1204년 2월 5일부터 황제에 올랐으나 4월 12일 제4차 십자군에 의해 콘스탄티노폴리스가 함락되자 수도에서 도망쳤다. 무르즈풀루스라는 별명은 그의 눈썹이 숱이 많고 검은데다가 가운데가 붙어있다고해서 붙여졌다.
1204년 이사키우스 2세의 아들 알렉시오스 4세가 서방으로 가서 동로마 제국에 치명적인 제4차 십자군을 불러왔는데 알렉시오스의 굴욕적인 십자군과의 거래 사실과 높은 세금이 콘스탄티노폴리스 시민들의 불만을 샀고 급기야 원로원과 성직자, 시민들은 알렉시오스 4세를 폐위시켰다. 이 떼 니콜라우스 카나부스가 잠시 황제로 추대되었으나 사실상 수도에서 실권이 있었던 알렉시오스 두카스가 2월 5일 알렉시오스 5세로 제위에 올랐다.
제위에 오르자 마자 그는 십자군 반대 세력의 지도자로서 알렉시오스 4세의 십자군과의 채무관계를 일체 부정하고 십자군의 철수를 요구했다. 베네치아 공화국의 도제 엔리코 단돌로의 선동으로 십자군은 4월 9일 다시 콘스탄티노폴리스를 대대적으로 공격했으며 결국 3일후 콘스탄티노폴리스는 다시한번 프랑크인들에게 함락되었다. 무르주플루스는 수도의 함락직전 탈추하여 먼저 망명중이던 알렉시오스 3세에게로 갔다. 거기서 알렉시오스 3세의 딸 유도키아와 결혼하고 십자군과의 항전을 준비했으나 알렉시오스 3세는 사위를 시기하여 장님으로 만들어버렸다.
이듬해 무르주플루스는 프랑크군에게 붙잡혀 콘스탄티노폴리스로 압송되었고 수도 한복판의 테오도시우스 기둥에서 처형되었다.